# Passionssviten
Passionssviten, eller Lidelsernas epos, är en novellsvit av Ivar Lo-Johansson utgiven 1968-1972.
Även om Ivar Lo-Johansson är mest känd som romanförfattare så är han mästaren bakom berättelsesviten Statarna I-II och Jordproletärerna.
I Passionssviten har han samlat jämnt ett hundra noveller i sju fristående volymer där han skildrar människans passioner och laster på gott och ont, samtidigt som han ville slå ett rejält slag för den tynande novellkonsten.
Att det blev just sju Passioner är säkert inte en tillfällighet utan läsaren förväntas dra paralleller till De sju dödssynderna eller De sju kardinaldygderna. Begreppet passion täcker ett vidare fält än det enbart erotiska; novellerna handlar om mänskliga drivkrafter som maktlystnad, lust, fabulerande och spänningssökande, men erotiska motiv hör också till det centrala. Varje bok har, som titlarna antyder, sitt speciella tema. Berättelserna var ofta djärva även för sin tid, det frigjorda sena sextiotalet - inte minst de inträngande studierna i maktspel, förnedring och mer eller mindre tydligt sado-masochistiska motiv i Martyrerna. 

## Böckerna iPassionssviten
- Passionerna (1968)
- Martyrerna (1968)
- Girigbukarna (1969)
- Karriäristerna (1969)
- Vällustingarna (1970)
- Lögnhalsarna (1971)
- Vishetslärarna (1972)